# 阿里·索富奥卢
阿里·索富奥卢（土耳其語：Ali Sofuoğlu，1995年6月3日—），土耳其男子空手道运动员。他曾代表土耳其参加2020年夏季奥林匹克运动会空手道比赛，获得男子型铜牌。他也曾获三枚世界空手道锦标赛铜牌。